# 乾腐病
乾腐病（かんぷびょう）は、根や塊茎などが軟化せずに腐敗する症状を示す植物の病気に名づけられた病名である。フザリウム属菌によるものに名づけられる場合がほとんどであるが、サツマイモ乾腐病のようにDiaporthe（不完全世代:Phoma）によるものに名づけられている例がある。

## 乾腐病という病気がある作物と病原菌
- グラジオラス：F. oxysporum f. sp. gradioli
- コンニャク：F. solani f. sp. radicicola、F. oxysporum
- サツマイモ：Diaporthe batatatis（不完全世代：Phoma batatae）
- サトイモ：F. solani
- ジャガイモ：F. solani f. sp. radicicola、F. graminearum、F. oxysporumほか
- シンビジウム属（カンラン、シュンランほか）：Fusarium solani
- タマネギ：F. oxysporum f. sp. cepae
- ニラ：F. oxysporum
- ニンジン：F. avenaceum、F. solani f. sp. radicicola
- ニンニク：F. oxysporum f. sp. garlic
- ユリ類：F. oxysporum f. sp. lilii
- ラッキョウ：F. oxysporum f. sp. allii、F. solani f. sp. radicicola